# Église Saint-Pierre de Fressancourt
L'église Saint-Pierre de Fressancourt (église Saint-Pierre-et-Saint-Paul ?) est une église située à Fressancourt, en France.

## Localisation
L'église est située sur la commune de Fressancourt, dans le département de l'Aisne.